# مجلس خبرگان قانون اساسی
مجلس بررسی نهایی قانون اساسی جمهوری اسلامی ایران یا همان مجلس خبرگان قانون اساسی پس از پیروزی انقلاب در پی انتخابات تاریخ ۱۲ مرداد ۱۳۵۸، در روز ۲۸ مرداد ۱۳۵۸ با ۷۵ نماینده تشکیل شد. ریاست آن بر عهده حسینعلی منتظری بود. وظیفهٔ آن بررسی نهایی قانون اساسی، برای تصویب توسط مردم بود. درابتدا قرار نبود مجلس خبرگان قانون اساسی تشکیل شود و قرار بر این شده بود که تکلیف قانون اساسی با همه‌پرسی مشخص شود، اما پس از صحبت‌های فراوان تصمیم بر این شد که این قانون در مجلسی با نام مؤسسان طرح و پس از بررسی تصویب شود.

## پیشینه و عملکرد
با پیروزی انقلاب اسلامی ایران، در نخستین انتخابات پس از آن که در سال ۱۳۵۸ که منجر به انتخاب حکومت جمهوری اسلامی گشت، بحث‌ها دربارهٔ قانون اساسی نظام گسترش یافت.
پیش‌نویس قانون اساسی که پیش‌تر به فرمان سید روح‌الله خمینی، توسط گروهی از حقوقدانان به سرپرستی حسن حبیبی به نگارش درآمده بود، توسط شورای انقلاب و دولت موقت بحث و بررسی شد، و در تاریخ ۲۴ خرداد ۱۳۵۸ در روزنامه‌های پرشمارگان منتشر گشت.
پس از تهیه پیش‌نویس قانون اساسی، گروهی از اعضای شورای انقلاب نظیر آقایان طالقانی، بهشتی، هاشمی رفسنجانی، مهدوی کنی، باهنر، علی خامنه‌ای، عزت‌الله سحابی و مصطفی کتیرایی اصرار داشتند که این پیش‌نویس مستقیماً به همه‌پرسی گذاشته شود.
گروهی دیگری از اعضای شورای انقلاب نظیر؛ مهدی بازرگان، ابوالحسن بنی‌صدر، هاشم صباغیان، ابراهیم یزدی و احمد صدر حاج سیدجوادی با استناد به وعده‌های سید روح‌الله خمینی مبنی بر تشکیل مجلس مؤسسان، اصرار داشتند که تدوین قانون اساسی روال دموکراتیک را پشت سر نهاده و در مجلسی مرکب از نمایندگان ملت مورد بررسی قرار گیرد و آنگاه جهت تصویب نهایی مورد همه‌پرسی قرار گیرد.
با وجود اینکه سید روح‌الله خمینی ابتدا مخالف تشکیل مجلس مؤسسان بود و مایل بود که طرح پیش‌نویس قانون اساسی مصوب شورای انقلاب مستقیماً به همه‌پرسی گذاشته شود، لیکن با پیشنهاد سید محمود طالقانی مقرر گردید تا مجلس خبرگان تشکیل و پس از بررسی نهایی پیش‌نویس قانون اساسی، حداکثر ظرف یکماه همه‌پرسی قانون اساسی برگزار شود.
مجلس خبرگان قانون اساسی، که پیش از این قرار بود مجلس مؤسسان نامیده شود، برای بررسی نهایی قانون اساسی طی انتخاباتی که در ۱۲ مرداد ۱۳۵۸ برگزار شد، تشکیل شد و ۷۵ نفر به نمایندگی آن برگزیده شدند.

## ریاست
در روز ۲۸ مرداد ۱۳۵۸، مجلس خبرگان قانون اساسی، با پیام سید روح‌الله خمینی گشایش یافت. در ابتدای جلسه، سید حسین خادمی نماینده مردم اصفهان، به عنوان مسن ترین عضو این مجلس،  ریاست آن را به عهده گرفت. سپس در رقابت میان سید محمود طالقانی و حسینعلی منتظری، منتظری به ریاست این مجلس رسید. وی پس از چندی به علت توان مدیریتی سید محمد بهشتی، مدیریت جلسات را به او واگذار کرد. با تلاش‌های حسینعلی منتظری (رئیس) و سید محمد بهشتی (نائب رئیس) پس از سه ماه، کار تدوین آن در ۲۴ آبان ۱۳۵۸ به پایان رسید. این قانون اساسی شامل ۱۲ فصل و ۱۷۵ اصل و یک مقدمه و موخره بود که در تاریخ ۱۲ آذر ۱۳۵۸ به تصویب نهایی ملت ایران رسید.

## رئیس و اعضای مجلس خبرگان قانون اساسی
| # | رئیس           | تصویر | از            | تا           |
| ۱ | حسینعلی منتظری |       | ۲۸ مرداد ۱۳۵۸ | ۲۴ آبان ۱۳۵۸ |

همه افراد تدوینگر قانون اساسی ۷۲ نفر شامل یک نفر زن (منیره گرجی فرد) و بقیه مرد بودند. حزب جمهوری اسلامی، نهضت آزادی، جبهه ملی ایران و حزب خلق مسلمان لیست‌هایی برای انتخابات ارائه کرده بودند که در نهایت افراد زیر منتخب شدند:
1. حسینعلی منتظری (ریاست مجلس خبرگان قانون اساسی)
2. سید محمد بهشتی (نایب رئیس مجلس خبرگان قانون اساسی)
3. سید محمود طالقانی
4. سید محمدعلی انگجی
5. محی‌الدین انواری
6. علی‌محمد عرب
7. سید عبدالکریم موسوی اردبیلی
8. سید حسن آیت
9. حسن عضدی
10. محمدجواد باهنر
11. ابوالحسن بنی‌صدر
12. هادی باریک‌بین
13. محمدتقی بشارت
14. سرگون بیت‌اوشانا
15. عزیز دانش راد
16. سید عبدالحسین دستغیب
17. جعفر اشراقی
18. علی فلسفی
19. جلال‌الدین فارسی
20. جواد فاتحی
21. محمد فوزی
22. علی قائمی امیری
23. سید موسی موسوی قهدریجانی
24. سید علی‌اکبر قریشی
25. علی گلزاده غفوری
26. منیره گرجی فرد
27. مرتضی حائری یزدی
28. سید عبدالکریم هاشمی‌نژاد
29. عبدالرحمن حیدری ایلامی
30. محمدجواد حجتی کرمانی
31. سید منیرالدین هاشمی
32. عبدالله جوادی آملی
33. سید محمدعلی موسوی جزایری
34. محمد کرمی حویزی
35. سید جعفر کریمی دیوکلایی
36. سید حسین خادمی
37. هرایر خالاتیان
38. سید محمد خامنه‌ای
39. ابوالقاسم خزعلی
40. سید حسن طاهری خرم‌آبادی
41. محمد کیاوش
42. میر اسدالله مدنی
43. ناصر مکارم شیرازی
44. علی مشکینی
45. رحمت‌الله مقدم مراغه‌ای
46. عبدالعزیز ملازاده
47. سید کاظم اکرمی
48. حمیدالله میرمرادزهی
49. سید محمدحسن نبوی
50. سید احمد نوربخش
51. سید علی‌اکبر پرورش
52. محمدمهدی ربانی املشی
53. عبدالرحیم ربانی شیرازی
54. حسینعلی رحمانی
55. محمد رشیدیان
56. محمود روحانی
57. محمد صدوقی
58. لطف‌الله صافی گلپایگانی
59. عزت‌الله سحابی
60. رستم شهزادی
61. عباس شیبانی
62. ابوالحسن شیرازی
63. جعفر سبحانی
64. سید محمدباقر سلطانی
65. سید ابوالفضل موسوی تبریزی
66. حبیب‌الله طاهری
67. سید جلال طاهری اصفهانی
68. میرزا جوادآقا تهرانی
69. علی تهرانی
70. محمد یزدی
71. سید اسماعیل موسوی زنجانی
72. سید عبدالله ضیائی‌نیا

- عبدالرحمان قاسملو به نمایندگی از استان آذربایجان غربی برگزیده شد که به دلیل شروع جنگ کردستان و غیرقانونی شدن حزب دموکرات کردستان در این مجلس شرکت نکرد.[۶]